# Euoplos spinnipes
Euoplos spinnipes is een spinnensoort in de taxonomische indeling van de valdeurspinnen (Idiopidae).
Het dier behoort tot het geslacht Euoplos. De wetenschappelijke naam van de soort werd voor het eerst geldig gepubliceerd in 1914 door William Joseph Rainbow.